# الضبعية (الإسماعيلية)
الضبعية إحدى قرى مركز الإسماعيلية التابع لمحافظة الإسماعيلية بجمهورية مصر العربية.